# Entrena
Entrena è un comune spagnolo di 1 451 abitanti situato nella comunità autonoma di La Rioja.

## Monumenti e luoghi d'interesse
- Chiesa di San Martin
- Convento di Santa Clara
- Eremo di Santa Ana

## Feste
- San Cristóbal, celebrato il 10 luglio.
- San Blas, il 3 febbraio.
- San Isidro Labrador, il 15 maggio.
- San Martín, il 11 novembre.